# Szabó Sipos Barnabás
Szabó Sipos Barnabás (Budapest, 1962. szeptember 12. –) Jászai Mari-díjas magyar színművész, festő, érdemes művész.

## Élete
1987-ben végzett a Színház-és Filmművészeti Főiskolán, ahol színész diplomát kapott, ezután az Arany János színház tagja lett, majd hosszú évekig szabadúszó színművész volt. 2006–2012 között a Győri Nemzeti Színház társulatának tagja. Sokat hallhattuk a hangját filmekben és sorozatokban. Festőművészként is ismert. Édesapja, Szabó Sipos Tamás rajzfilmrendező volt. 2010-ben úgy döntött, egy időre abbahagyja a szinkronizálást, mivel úgy érezte, hogy a műfaj munkakörülményei nem méltóak a minőségi művészi munkához. Később úgy látta, hogy ezt a szakmai iparágat megfelelő támogatással lehet csak szinten tartani és ezt alkotó munkával segítheti a leghatékonyabban. Így 2015-től újra szinkronmunkákat vállalt, és újra állandó hangja lett George Clooneynak. A Holnapolisz című amerikai sci-filmben az ő hangján szólal meg. Szabadidejét  aktiv vitorlásversenyzéssel es muzsikálással tölti! Az At Five nevű tribute zenekar, gitáros-énekes tagja
Szabadúszó művészként sokféle szellemi, kulturális művészeti kezdeményezést tett es részt vett számos projektben! Életében és munkásságában  fontos szerepet játszanak az egyetemes emberi értékek, valamint a művészi, organikus szemlélet, mint a világ és az ember  megismerésének eszközei.

## Színházi szerepeiből
- Richárd (Jókai Mór: A kőszívű ember fiai)
- Bíró (Déry Tibor – Pós Sándor – Presser Gábor – Adamis Anna: Képzelt riport egy amerikai popfesztiválról)
- Georges Barchét (Jean Poiret: Őrült nők ketrece)
- Marco (Arthur Miller: Pillantás a hídról)
- Estebano (Carlo Collodi – Litvai Nelli: Pinokkió)
- Kocsmáros (Egressy Zoltán: Portugál)
- Lysander (William Shakespeare: Szentivánéji álom)
- Richard (Albee: Mindent a kertbe)
- Konrád (Márai Sándor: A gyertyák csonkig égnek)
- Garmada (Tamási Áron: Ábel)
- Vadász (Jókai Mór: Bolondok grófja)
- Vaszilij (Tolsztoj: Kreutzer szonáta)
- Pap Doc (West side story)
- Hippolyt (Hippolyt a lakáj)
- Roger (Robin Hawdon: Forró hétvége)
- Alcide (Feydeau: Kézről kézre)

## Filmjei

### Játékfilmek
- Valami Amerika (2002)
- Nyócker! (2004)
- Képesség (2010)
- Elment az öszöd (2013)
- A bereki ember[3] (2021)
- Kittenberger - Az utolsó vadászat (2021)
- 129 (2023)[4]

### Tévéfilmek
- Szomszédok (1989-1999)
- Kisváros (1994–2000)
- A nő históriája (1997) (közreműködő)
- Tea (2003)
- Barátok közt (2003–2004)
- Tűzvonalban (2009)
- És a nyolcadik napon (2009)
- Európai iskola (2009)
- Jóban Rosszban (2020)
- Gólkirályság (2024)

## Szinkronszerepei

### Sorozatok
- Dallas (televíziós sorozat, 1978): Mark Graison – John Beck
- Twin Peaks: Leo Johnson – Eric Da Re
- Megperzselt szívek: Stéphane – Michel Robbe
- Acapulco akciócsoport: Mike Savage – Brendan Kelly
- Borostyán: John – Luc Merenda
- Vészhelyzet: Dr. Douglas "Doug" Ross – George Clooney
- Második lehetőség: Det. Jerry Kuntz – Ramy Zada
- Bankok Hilton: Billy Engels – Noah Taylor
- Vízizsaruk: Det. Sr. Constable Frank Holloway – Colin Friels
- A kulcsember: Constantine 'Connie' Harper – Jack Scalia
- Partisétány Ausztrália: Luke Bowman – Steve Harman
- Tattingers: Rinaldo Rinaldini – Fred Williams
- Bűnvadászok: Det. Ryan Walker – George Clooney
- Tűzoltók: Firefighter Louis 'Grievous' Fazio – Tayler Kane
- Robin Hood legújabb kalandjai: Robin Hood – John Bradley-West
- Y akták: Peter Axon – Barclay Hope
- Csillagkapu (televíziós sorozat): Col/Brig. Gen./Major General Jack O'Neill – Richard Dean Anderson
- Egyik kopó másik zsaru (Tequila és Bonetti): Capt. Midian Knight – Charles Rocket
- Norm Show: Norm Henderson – Norm MacDonald
- Kémcsajok: Quentin Cross – Cameron Daddo
- Született feleségek: Karl Mayer – Richard Burgi
- Tökös csajok: Steigenberger – Fritz Hammel
- A Degrassi gimi: Archie 'Snake' Simpson – Stefan Brogren
- A Grace klinika: Dr. Mark Sloan – Eric Dane
- Eureka: Nathan Stark – Ed Quinn
- Partvidéki szerelmesek: Pascal – Philippe Caroit
- Doktor House: Dr. James Wilson – Robert Sean Leonard
- A szenvedély vihara: Hugo – Frédéric Berthelot
- Dűne (minisorozat)

### Filmek
- 101 kiskutya: Roger Dearly – Jeff Daniels
- 9 és 1/2 hét: John – Mickey Rourke
- A dzsungel könyve (animesorozat, 1989) - Sír kán, a tigris.
- A három testőr (1993): Athos – Kiefer Sutherland
- A holló: Top Dollar – Michael Wincott
- A másik én: David Kirmani – Naveen Andrews
- A tökéletes trükk: Robert Angier – Hugh Jackman
- A Sólyom végveszélyben: Danny McKnight alezredes – Tom Sizemore
- A szakasz: Wolfe hadnagy – Mark Moses
- A testőr: Dave Breckinridge – Kiefer Sutherland
- A Vasember: JARVIS – Paul Bettany
- Fantasztikus róka Úr (2009) animációs film – George Clooney
- Alkonyattól pirkadatig: Seth Gecko – George Clooney
- Átkozott boszorkák: Officer Gary Hallet – Aidan Quinn
- Az élőhalottak éjszakája: Ben – Tony Todd
- Büszkeség és balítélet: Mr. Darcy – Matthew Macfadyen
- D, a vámpírvadász
- Elizabeth: Monsieur de Foix – Éric Cantona
- Fantaghiro (film 1991) – Ivaldo
- Horrorra akadva 4.: Oliver – Michael Madsen
- Jurassic Park: Dr. Ian Malcolm – Jeff Goldblum
- Az elveszett világ: Jurassic Park: Dr. Ian Malcolm – Jeff Goldblum
- Jégkorszak: Manfréd – Ray Romano
- Jégkorszak 2. – Az olvadás: Manfréd – Ray Romano
- Jégkorszak 3. – A dínók hajnala: Manfréd – Ray Romano
- Jurassic World: Bukott birodalom: Dr. Ian Malcolm – Jeff Goldblum
- Kegyetlen bánásmód: Miles Massey – George Clooney
- Minden héten háború: Luther `Cápa` Lavay - Lawrence Taylor
- Nagy durranás: Kent Gregory – Cary Elwes
- Nico: Nico Toscani – Steven Seagal
- Ocean’s Eleven – Tripla vagy semmi: Danny Ocean – George Clooney
- Ocean’s Twelve – Eggyel nő a tét: Danny Ocean – George Clooney
- Ocean’s Thirteen – A játszma folytatódik: Danny Ocean – George Clooney
- Ponyvaregény (film): Maynard – Phil LaMarr
- Szökésben (film, 1994): Carter 'Doc' McCoy – Alec Baldwin
- Terminátor – A halálosztó: Matt Buchanan – Rick Rossovich
- Táncoló talpak: Memphis – Hugh Jackman
- Top Gun: Don 'Slider' Kerner hadnagy – Rick Rossovich
- Tükrök: Ben Carson – Kiefer Sutherland
- Véres játék: Frank Dux – Jean-Claude Van Damme
- Őrjítő vágy: Pete Davis rendőrtiszt – Ray Liotta

### Rajzfilmek
- A gumimacik: Tami (Tummi Gummi) – Lorenzo Music
- Pocahontas: John Smith – Mel Gibson
- Verdák: Harv – Jeremy Piven
- A Szépség és a szörnyeteg: Szörnyeteg – Robby Benson
- Titán – Időszámításunk után: Sam Tucker – Ron Perlman
- Eszeveszett birodalom: Kronk – Patrick Warburton
- Eszeveszett birodalom 2. – Kronk, a király: Kronk – Patrick Warburton
- Tintin kalandjai (TV2-s szinkron): Kalkulus professzor
- Vaiana: Tui főnök
- Thomas és barátai: Cranky

## Díjai, elismerései
- Magyar Arany Érdemkereszt (2020)
- Jászai Mari-díj (2022)[5]
- Érdemes művész (2025)[6]

## Külső hivatkozások
- Szabó Sipos Barnabás a PORT.hu-n (magyarul)
- Szabó Sipos Barnabás az Internetes Szinkronadatbázisban (magyarul)
- Szabó Sipos Barnabás az Internet Movie Database-ben (angolul)
- Magyar szinkron
- Top 10: Összenőtt szinkronhangok